# Charles Livingstone Mbabazi
Charles Livingstone Mbabazi (sinh 18 tháng 10 năm 1980) là một cầu thủ bóng đá người Uganda, đã từng chơi cho câu lạc bộ St Patrick's Athletic Football Club ở Ireland. Mbabazi là 1 cầu thủ đa năng với khả năng để chơi ở hai cánh hoặc là tiền đạo. Trong thời gian thi đấu tại các câu lạc bộ, anh luôn lấy tên là Mbabazi ở trên áo.
Biệt danh của anh là "Charlie" hoặc "Babaz", được anh xăm trên tay phải vào ngày St Stephen's năm 1999 khi thi đấu với câu lạc bộ Athlone Town ở cúp Leinster Senior. Mbabazi đã được các fan hâm mộ yêu thích khi ghi bàn thắng đầu tiên vào lưới câu lạc bộ Longford Town tại giải vô địch quốc gia Ireland ở sân Richmond Park. Anh còn được các fan nhớ đến khi ghi một bàn thắng tuyệt đẹp vào lưới câu lạc bộ Bray Wanderers trên sân nhà, chỉ 4 ngày sau cái chết của cha và em mình ở Uganda.
Năm 2003, anh đã phải nghỉ thi đấu khi phát hiện vấn đề về tim sau khi gục xuống trên sân trong một trận đấu với câu lạc bộ Bohemians.
Anh được các cổ động viên hâm mộ của câu lạc bộ coi như là một trong những cầu thủ xuất sắc nhất đã từng chơi cho câu lạc bộ và là cầu thủ châu Phi đầu tiên thi đấu ở giải vô địch quốc gia của Ireland .
Anh quay trở lại bóng đá vào mùa giải 2006 và thi đấu cho câu lạc bộ Hà Nội ACB ở giải V-League. Đầu mùa giải 2008-2009, sau khi Hà Nội ACB xuống hạng, Mbabazi đã chuyển đến thi đấu cho câu lạc bộ Becamex Bình Dương. Anh đã bị treo giò vài trận đầu mùa vì đã vi phạm kỉ luật ở đội bóng cũ vào cuối mùa giải trước.